# Giovanni Fumagalli (1944)
Giovanni Fumagalli (Sulbiate, 4 luglio 1944) è un ex calciatore italiano, di ruolo attaccante.

## Carriera
Dopo gli esordi con Monza (una stagione senza presenze in Serie B) e Crotone (due stagioni con complessivi 3 gol segnati in 47 presenze totali), ha giocato 66 partite in Serie B con il Messina, segnando anche due gol nella stagione 1966-1967.
Ha poi vestito le maglie di Sottomarina, Solbiatese, Spezia e Legnano nelle serie minori, ritirandosi dal calcio giocato nel 1980.